# 오스람

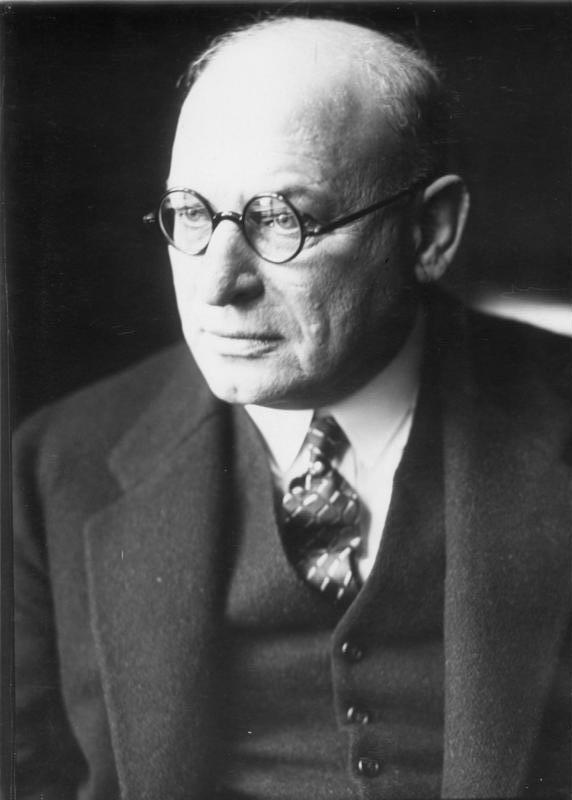
초창기 CEO이자 오스람 학회 사무총장이였던 William Meinhardt 박사 (Bundesarchiv Bild 183-2007-0307-506, William Meinhardt)

오스람(OSRAM Licht AG)은 독일 뮌헨에 본사를 두고있는 다국적 조명기업이다. 1919년에 아우어 게젤샤프트(Auer-Gesellschaft), 에이이지(AEG), 지멘스 AG & 할스케(Siemens & Halske AG)가 램프 생산 부문을 합쳐서 조명회사 오스람(Osram Werke GmbH Kommandit-Gesellschaft)을 설립했다. 오스람은 오스뮴과 텅스텐(볼프람)의 합성어이다. 1978년에 지멘스 AG가 모든 지분을 인수하여 자회사로 편입하였으나 2013년에 지멘스에서 계열 분리되어 프랑크푸르트 주식시장에 상장되었다. 지멘스는 2017년 모든 오스람 주식을 매각하였다. 현재 네덜란드의 필립스, 미국의 제너럴 일렉트릭과 함께 세계 3대 조명업체에 해당하는 회사이다.

## 같이 보기
- 형광등
- 피버스 카르텔